# آرنولد (پنسیلوانیا)

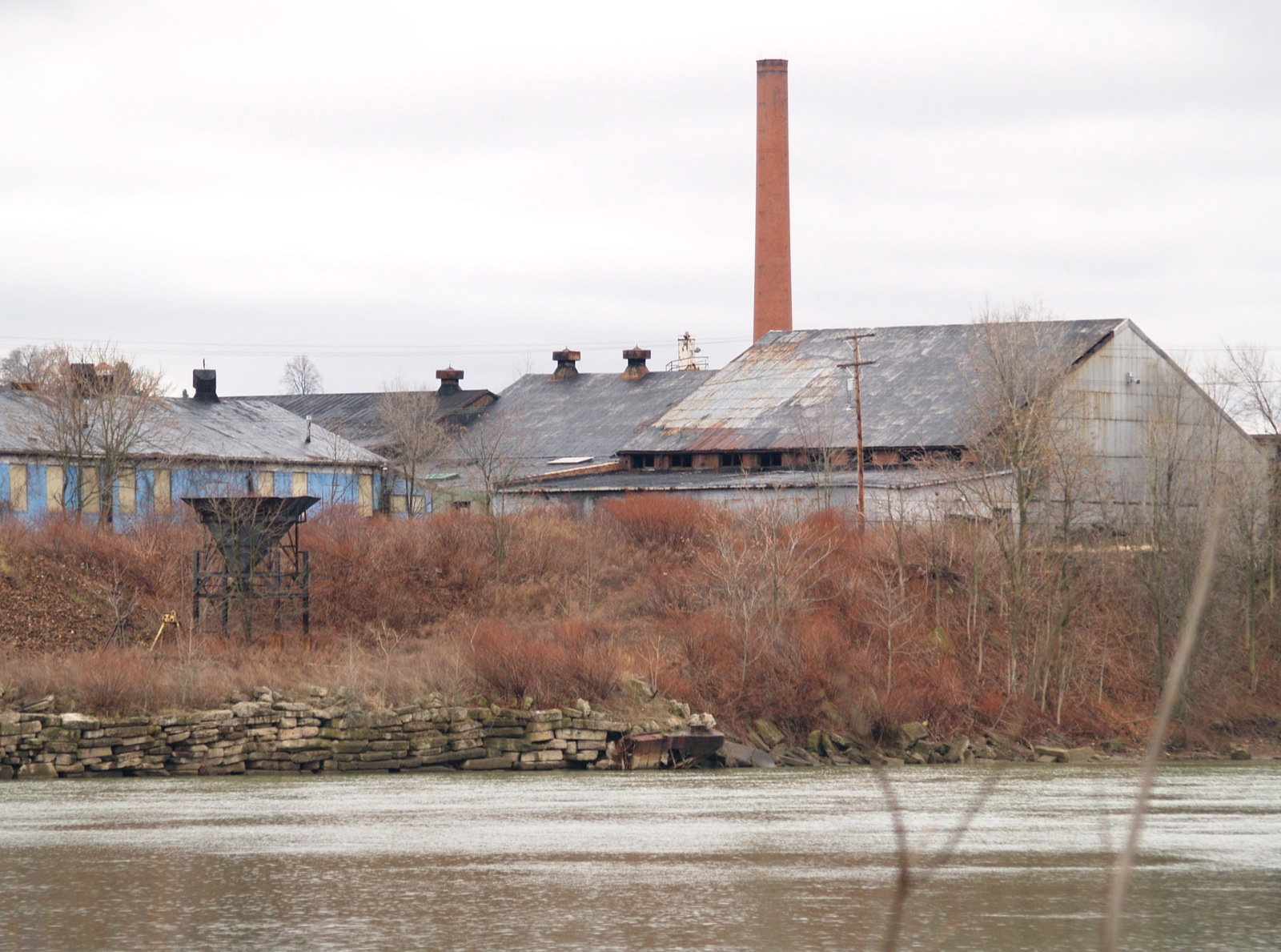
شهر آرنولد

آرنولد (به انگلیسی: Arnold) شهری در ایالت پنسیلوانیا کشور ایالات متحده آمریکا است که جمعیت آن در سرشماری سال ۲۰۱۰ میلادی، ۵٬۱۵۷ نفر بوده‌است.